# 껀터 박물관

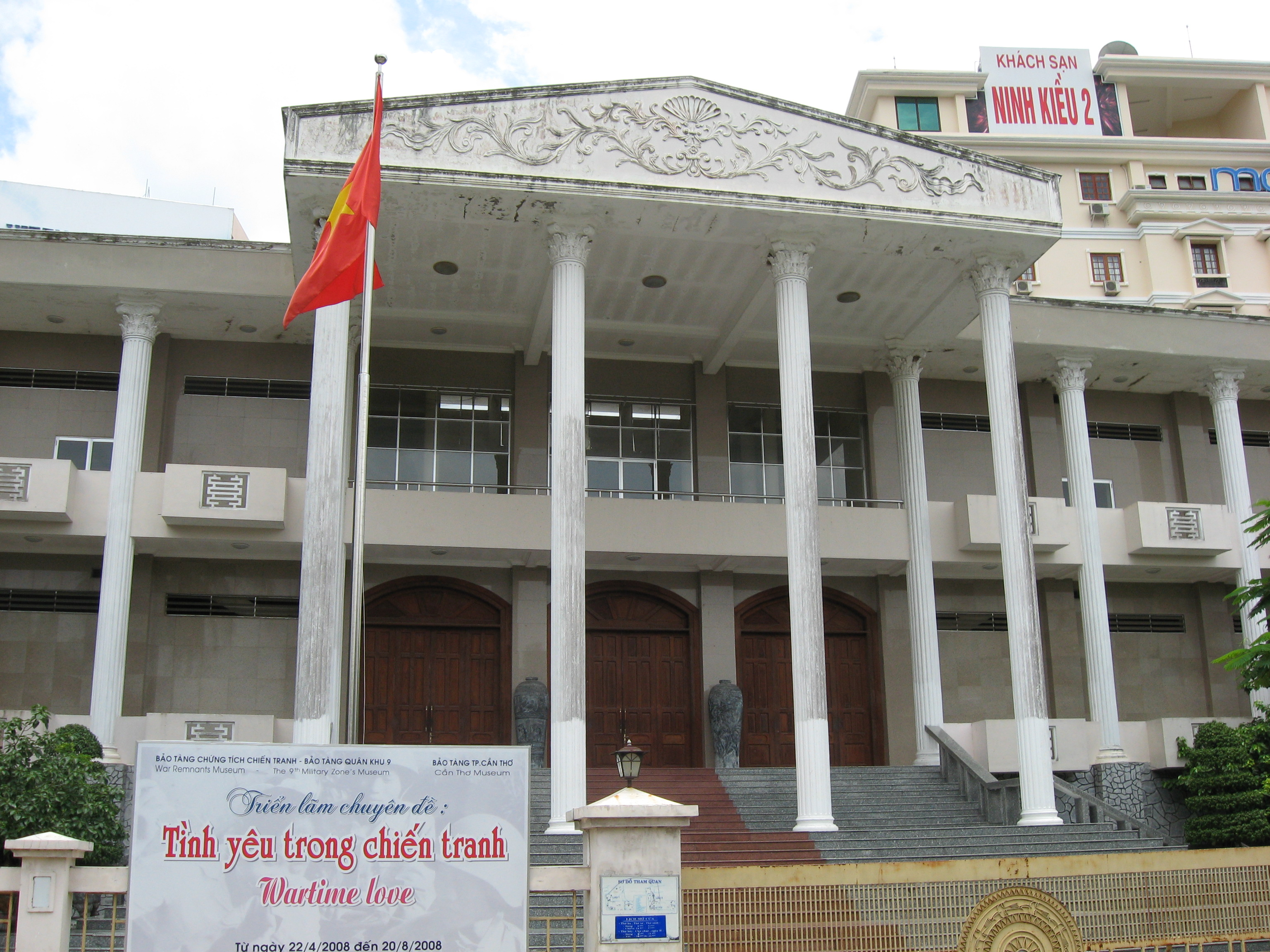
껀터 박물관

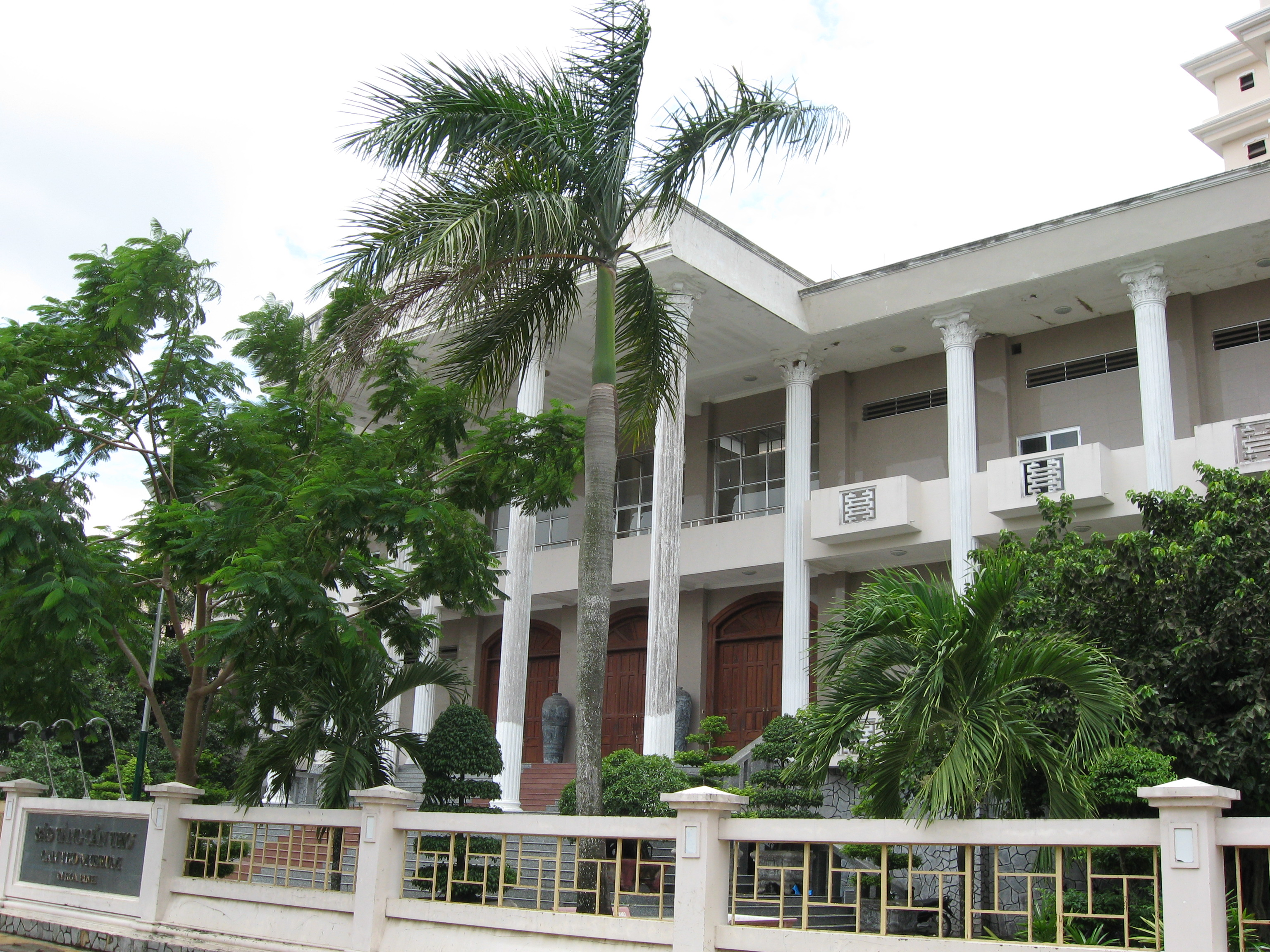
껀터 박물관의 측면 광경

칸토 박물관(Cần Thơ Museum)은 베트남 껀터에 있는 박물관이다. 1976년 설립된 호아빈(Hoa Binh)과 쩐뚜옥또안(Tran Quoc Toan) 거리 모퉁이에 자리잡고 있으며 5000여 점의 물건과 역사적 유물을 소장하고 있다. 이 박물관은 크메르의 초기 정착과 중국 명나라 난민들의 기여를 인정하고 있다. 그 박물관은 모형과 수예품 묘사에 의한 델타의 수예품을 전시하고 있다.
껀터 박물관은 메콩강 삼각주에서 가장 큰 박물관으로 총면적은 2,700m²이다. 이 거대한 박물관의 전시품들은 외국의 통치에 대항하여 행해졌던 껀터 지역 저항의 역사를 보여준다. 다른 주목할 만한 전시품들로는 그 지역의 문화와 역사에 관한 것이다. 박물관에 전시된 가장 매력적인 물건 중 하나는 실물 크기의 탑이다.